# Église Saint-Martin-de-Gaube de Perquie
L'église Saint-Martin-de-Gaube se situe sur le territoire de la commune de Perquie, dans le département français des Landes. Elle est inscrite aux monuments historiques par arrêté du 14 mars 2003.

## Présentation
L'église est édifiée au XVe siècle dans un style gothique. Elle est dotée d'un clocher-porche fortifié destiné à la défense de la porte d'entrée. Ses voûtes sont détruites en 1569 pendant les troubles liés aux guerres de Religion.
Elles sont remplacées par un plafond en lambris. En 1869, l'architecte départemental Alexandre Ozanne conçoit des voûtes d'ogives retombant sur des colonnes en fonte, déterminant une nef à trois vaisseaux. Une abside pentagonale de style néogothique est adossée au chevet plat médiéval.

## Galerie

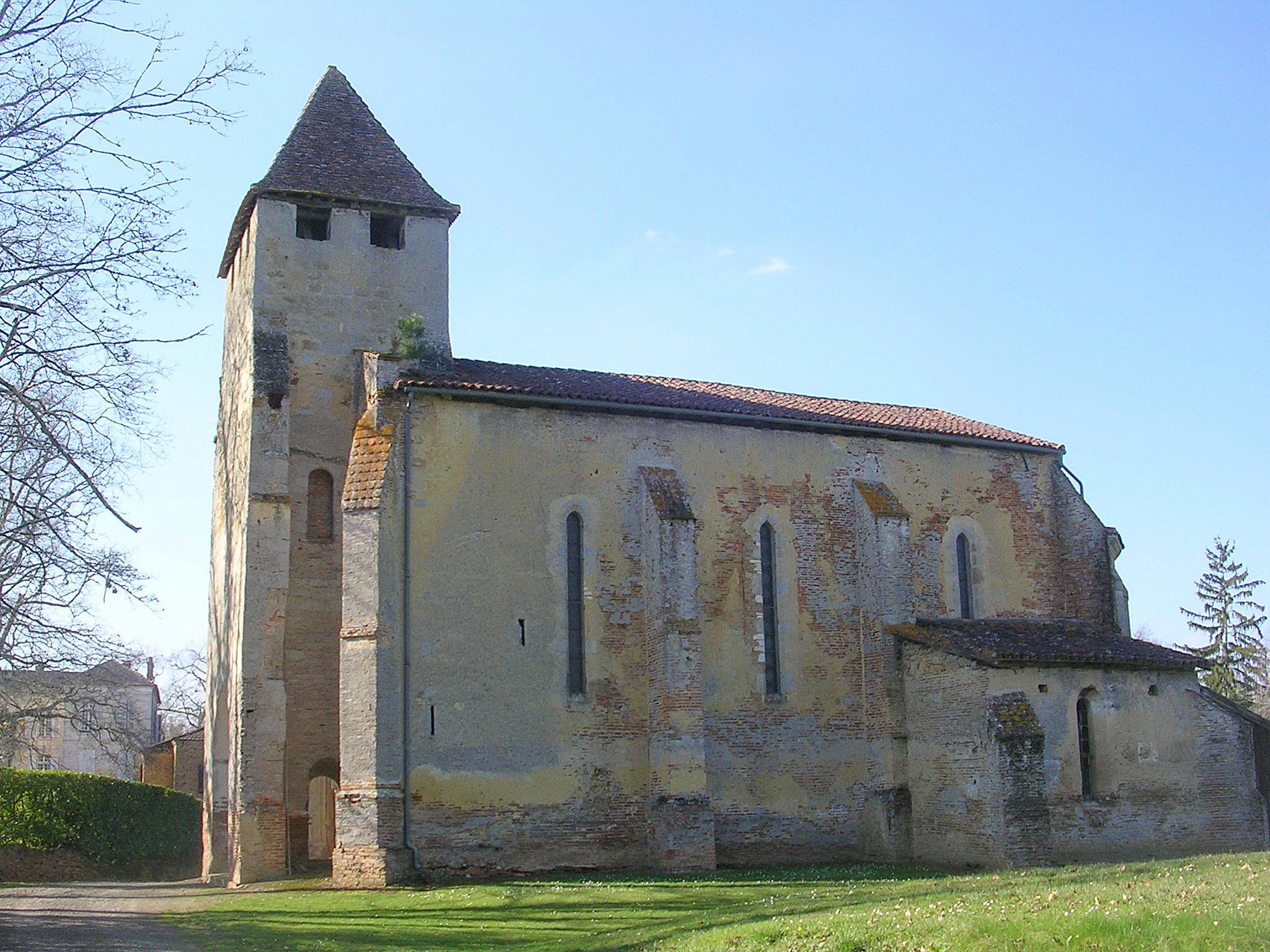
Église Saint-Martin-de-Gaube